# Incident de Jinan

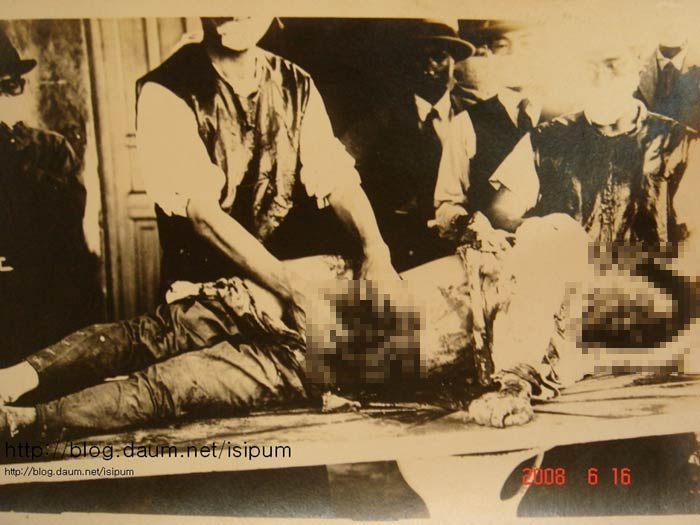
Autopsie d'une victime japonaise tuée durant l'incident de Jinan (face à des officiers japonais et chinois).

L'incident de Jinan (済南事件), aussi appelé tragédie du 3 mai (五三惨案), est un affrontement qui opposa l'Armée impériale japonaise, alliée aux seigneurs de guerre du Nord de la Chine, à l'armée du Sud du Kuomintang à Jinan, la capitale du Shandong, en 1928 durant l'expédition du Nord.

## Contexte
Durant l'expédition du Nord, les troupes de l'Armée nationale révolutionnaire chinoise attaquent plusieurs consulats étrangers en mars 1927 dans un élan anti-impérialiste (ce qu'on appelle maintenant l'incident de Nankin). Tchang Kaï-chek cherche alors à éviter que de tels incidents se reproduisent et, en novembre 1927, il rencontre Tanaka Giichi, devenu Premier ministre du Japon en avril de la même année (et aussi ministre des Affaires étrangères), pour discuter des promesses de son prédécesseur de prendre des mesures plus agressives pour protéger les citoyens, les biens et les intérêts économiques japonais en Chine, alors sous occupation japonaise. Tchang ne tient alors qu'une partie de la Chine mais s’appuie sur sa promesse d'en finir avec la domination étrangère et de réunifier la Chine pour affirmer sa légitimité sur le pouvoir.
Tanaka comprend que l'usage de la force n'est pas le moyen le plus efficace pour protéger les intérêts japonais en Chine, et veut, comme Tchang, garder les troupes japonaises loin de Jinan et d'un coûteux et inutile affrontement. En l'absence de la garantie que l'Armée nationale révolutionnaire chinoise contournerait Jinan, du fait des engagements politiques pris antérieurement et sur l'insistance de l'Armée impériale japonaise, Tanaka renforce les troupes japonaises dans le territoire du Shandong. Entre mai et septembre 1927, 4 000 hommes supplémentaires sont déployés à Qingdao et Jinan durant ce qui est aujourd'hui appelé au Japon la première expédition du Shandong (第一山東出兵, Dai-ichi Santo Shuppei). Le gouvernement de Beiyang de Pékin et le gouvernement du Kuomintang de Nankin protestent vigoureusement contre cette violation de la souveraineté chinoise et les troupes japonaises se replient lorsque Tchang les arrête temporairement dans leur route vers le nord.

## Hostilités

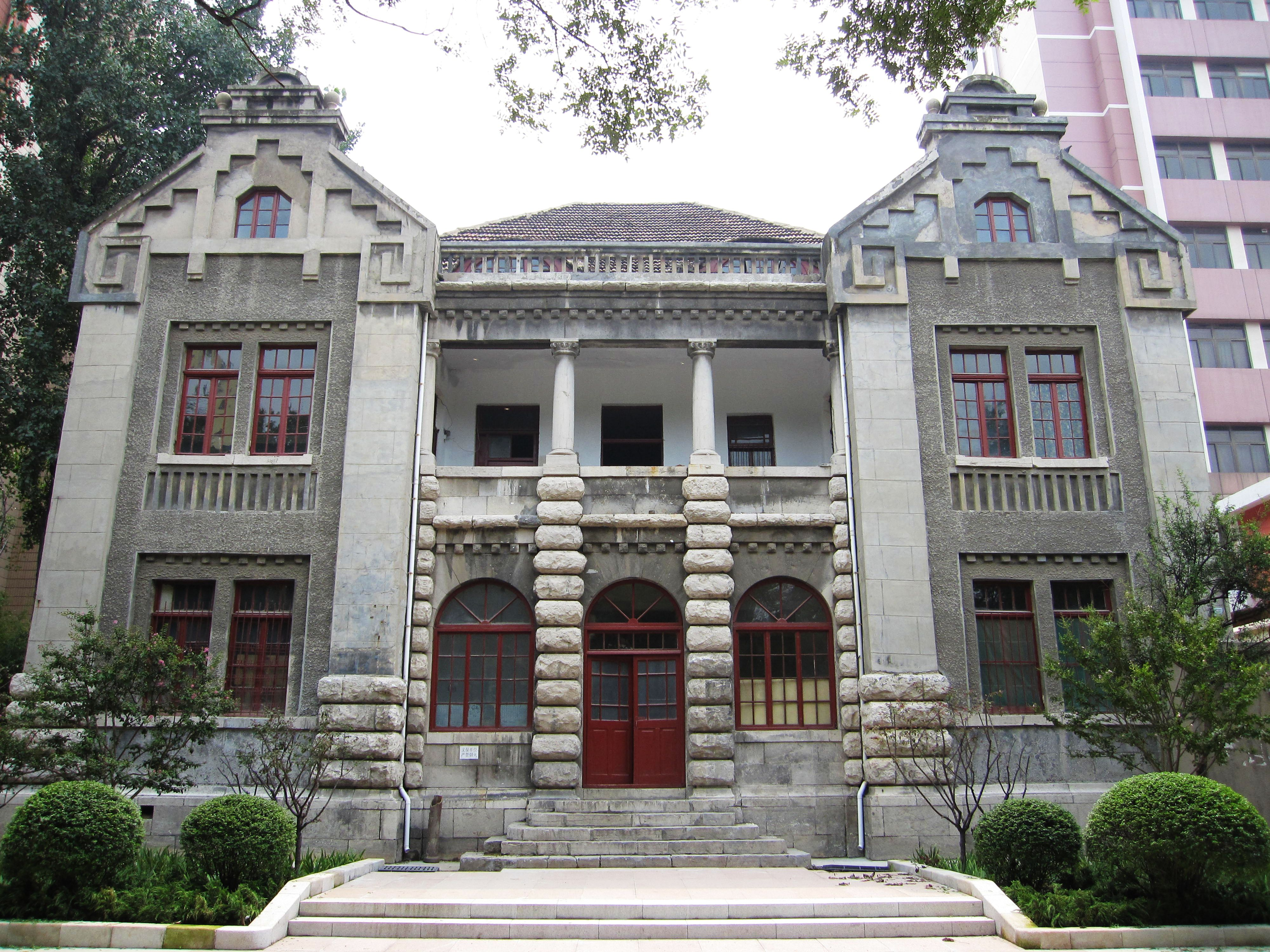
Ancien ministère des affaires étrangères à Jinan, lieu de l'exécution de Cai Gongshi.

Lorsque l'expédition du Nord reprend le 27 avril 1928, le commandant japonais Fukuda Hikosuke (en), contrairement aux ordres reçus de Tokyo, déplace ses troupes de Tianjin à Jinan et Qingdao le long de la voie ferrée Jiaoji (en). Cela est appelé au Japon la seconde expédition du Shandong (第二山東出兵, Dai-ni Santo Shuppei). Les troupes de la Chine du nord commandées par Zhang Zongchang quittent les deux villes le 30 avril 1928 et les troupes du Kuomintang, agissant aussi contrairement aux ordres de Tchang Kaï-chek, prennent alors la route de ces cités. Les troupes japonaises prennent position au consulat japonais et dans plusieurs entreprises et écoles contrôlées par des ressortissants japonais et ne s'inquiètent pas de la situation jusqu'au 3 mai 1928 où a lieu un petit affrontement près de la maison d'une famille japonaise causant la mort de 12 Japonais. Le consul britannique rapporte avoir vu les corps des victimes masculines qui avaient été castrées. Les Japonais accusent les troupes du général He Yaozu (賀耀祖) de leur avoir tiré dessus tandis que les Chinois accusent les Japonais de les avoir attaqués. Les commandants des deux côtés acceptent alors une trêve et un cessez-le-feu, et le consul japonais de la ville travailla pour signer une paix. Le général Fukuda et ses officiers, voulant agir, annoncent cependant qu'ils ne laisseront pas impunie l'"insulte" faite à l'honneur japonais mais qu'ils ne bougeront pas tant que leurs réserves de nourriture et de munitions ne sont pas restaurées.

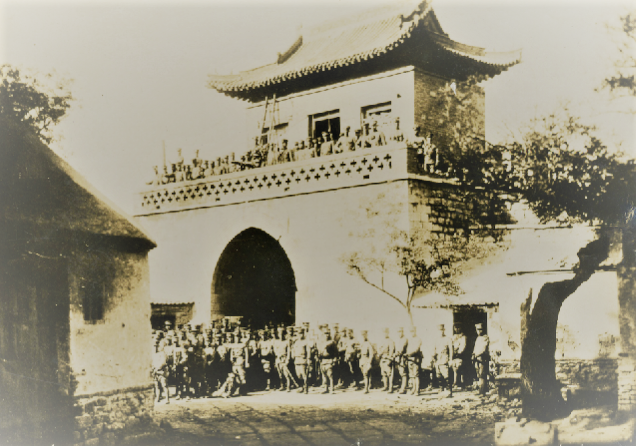
Soldats japonais à Jinan en mai 1928.

Tchang Kaï-chek juge plus important pour ses troupes de rejoindre Pékin que de combattre à Jinan et envoie une équipe d'officiers pour négocier. Le 7 mai, le général Fukuda transmet cinq revendications de réparation aux Chinois, avec un délai de réflexion de douze heures, si onéreuses qu'ils n'ont d'autres choix que de refuser. Il refuse de relâcher les 17 négociateurs, dont un certain Cai Gongshi (蔡公時). Lorsque Cai demanda que les demandes soient officiellement annoncées pour les présenter à ses supérieurs et que les négociateurs soient publiquement libérés, les Japonais lui cassèrent sa jambe, brisèrent ses dents, coupèrent sa langue et l’abattirent. Ayant reçu des renforts et du ravitaillement le 11 mai, les Japonais, après un combat intense, forcèrent les Chinois à s'enfuir et leur infligèrent des milliers de morts.
Tchang s'excuse alors publiquement aux Japonais et limoge le commandant chinois ; dans son journal intime, il déclare que le Japon est maintenant pour lui le plus grand ennemi de la Chine, devant les puissances occidentales. Mais « avant de régler les comptes » écrit-il, « il faut devenir fort ».

## Suites
Si l'incident avait été un exemple isolé de l'agressivité japonaise et de la résistance chinoise, il aurait pu être généralement compris. Cependant, les troupes de Tchang étendirent leur contrôle sur tout le nord de la Chine et l'armée japonaise continua de se méfier des forces nationalistes chinoises. Les chefs de l'armée japonaise avaient peur que Tchang réponde au climat patriotique et menace leurs intérêts en Mandchourie du sud. Le 4 juin, Zhang Zuolin, le chef militaire de la Mandchourie qui parlait de rejoindre les forces de Tchang, fut tué dans le dynamitage de son train personnel par des officiers de l'armée japonaise au cours de I'« incident » de Huanggutun, utilisant une série d'événements qui menèrent à la prise de contrôle total de la Mandchourie et à la création du Mandchoukouo. Quand Tchang enseigna à un groupe de cadets de l'armée chinoise, il les encouragea à venger la honte de l'incident de Jinan mais à cacher leur haine le plus longtemps possible. Le gouvernement du Kuomintang décréta plus tard que le 3 mai serait « journée nationale en mémoire de l'humiliation ».